# Kuhschellen
Die Kuhschellen oder Küchenschellen (Pulsatilla) bilden eine Pflanzengattung innerhalb der Familie der Hahnenfußgewächse (Ranunculaceae). Ihre Arten blühen alle im Frühjahr und sie sind auf der Nordhalbkugel in Eurasien und Nordamerika weitverbreitet.

## Beschreibung und Ökologie

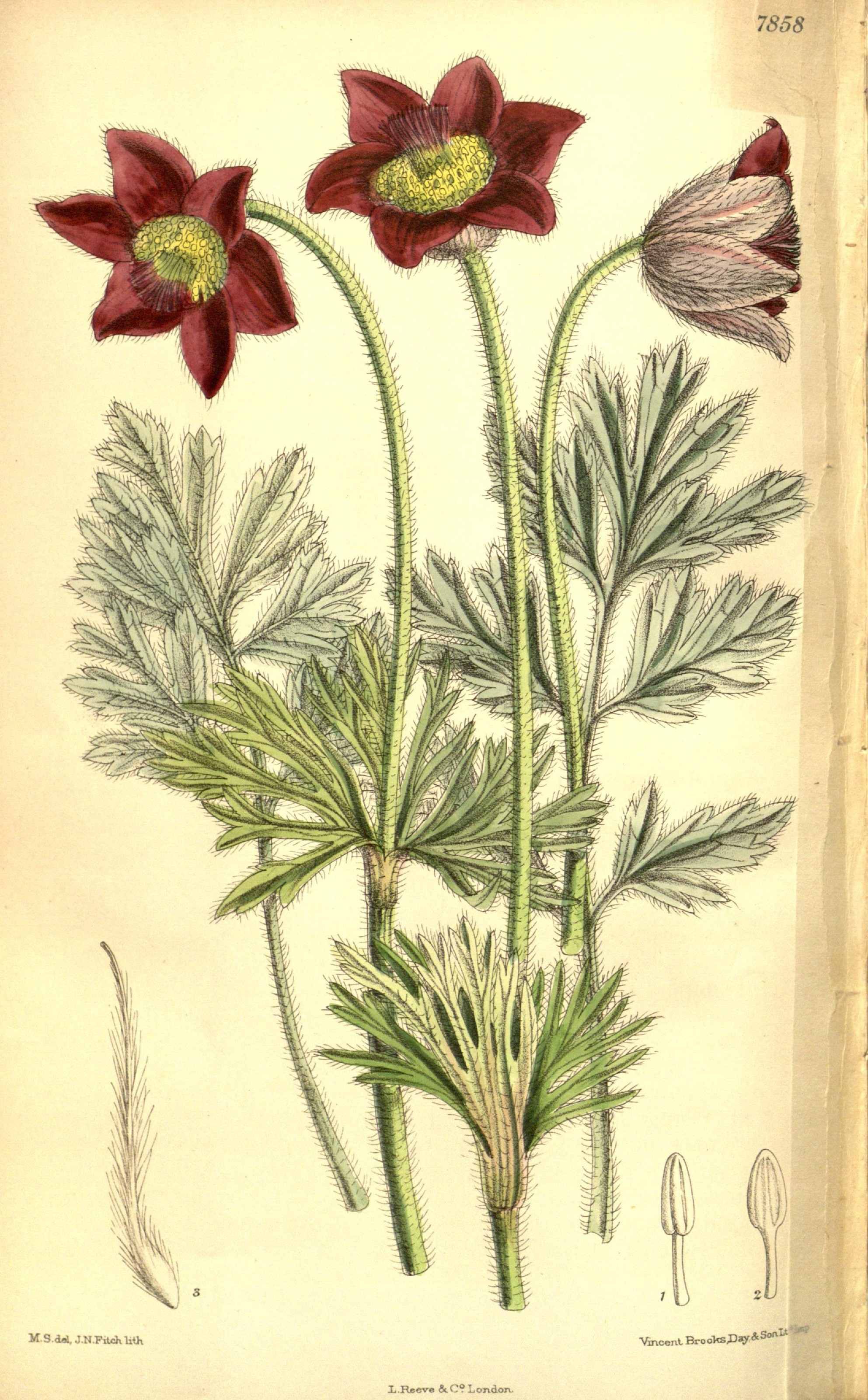
Illustration aus Curtis's Botanical Magazine, Tafel 7858 von Pulsatilla cernua

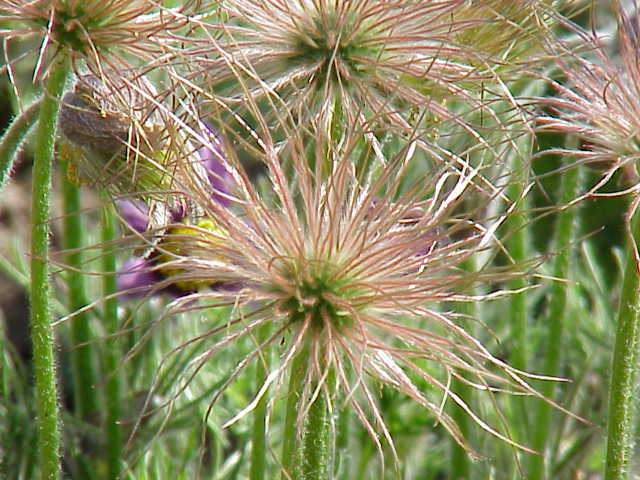
Federschweifigen Früchtchen kurz vor der Reife bei der Gewöhnlichen Kuhschelle (Pulsatilla vulgaris)

### Vegetative Merkmale
Kuhschellen-Arten sind ausdauernde krautige Pflanzen. Sie bilden aufrechte Rhizome als Überdauerungsorgane. Blätter und Stängel sind meist lang, weich, silbergrau behaart.
Die in grundständigen Rosetten zusammenstehenden Laubblätter sind in lang Blattstiel und Blattspreite gegliedert. Die Blattspreite ist ein- bis mehrfach gefiedert oder gefingert, mit fiederspaltigen bis fiederschnittigen Fiederblättchen.

### Generative Merkmale
Am Blütenstandsschaft befindet sich ein Quirl aus drei in unterschiedlichem Ausmaß reduzierten und am Grund meist miteinander verwachsenen Blättern, die eine glockenförmige Hülle bilden. Die Blüten stehen einzeln am Ende des Stängels.
Die zwittrigen Blüten sind radiärsymmetrisch. Die weiße, rosa, violette oder rote Blütenhülle besteht aus zwei untereinander nicht sehr verschiedenen Kreisen aus jeweils drei Blütenhüllblättern, die außen meist dicht zottig behaart sind. Die Form der Blüte ähnelt oft einem Glöckchen oder auch einer Kuhschelle. Die Verkleinerungsform Kühchen hat zur Bezeichnung Küchen-Schelle geführt. Der botanische Name stammt ebenfalls von der glockigen Blütenform (lateinisch pulsare für „schlagen“, „läuten“). Es sind viele gelb oder purpur gefärbte, freie Staubblätter vorhanden und außer bei Pulsatilla kostyczewii eine Reihe Staminodien (staminodialen Nektarien). Die zahlreichen, nicht miteinander verwachsenen Fruchtblätter besitzen jeweils nur eine Samenanlage. Die langen Griffel sind federförmig und vergrößern sich bis zur Fruchtreife.
In einem kugeligen Fruchtstand stehen viele, kleine, spindelförmige Nüsschen („Achänen“) zusammen. Die Nüsschen entwickeln sich jeweils aus einem freien Fruchtblatt, an denen der Griffel, stark verlängert und zottig behaart, einen Federschweif bildet. Die Früchte der Kuhschellen sind Federschweifflieger und bohren sich mit scharfen Spitzen durch hygroskopische Bewegungen tief in den Boden ein.

### Chromosomensätze
Die Chromosomengrundzahl beträgt einheitlich x = 16. Bei den meisten Taxa der Gattung Pulsatilla liegt Diploidie mit Chromosomenzahl von 2n = 16 vor.

Struktur von Protoanemonin

## Inhaltsstoffe
Kuhschellen-Arten enthalten wie alle Hahnenfußgewächse das Glukosid Ranunculin das enzymatisch in das sehr giftige Protoanemonin (Anemonol), welches wiederum beim Trocknen oder Erhitzen in das weniger giftige Anemonin umgewandelt wird. Das Anemonin ist nicht beständig und wandelt sich leicht in Anemoninsäure, die ungiftig ist. Das Verfüttern von Heu, welches Hahnenfußgewächse enthält, ist für damit gefüttertes Vieh ungefährlich.

## Systematik, botanische Geschichte und Verbreitung

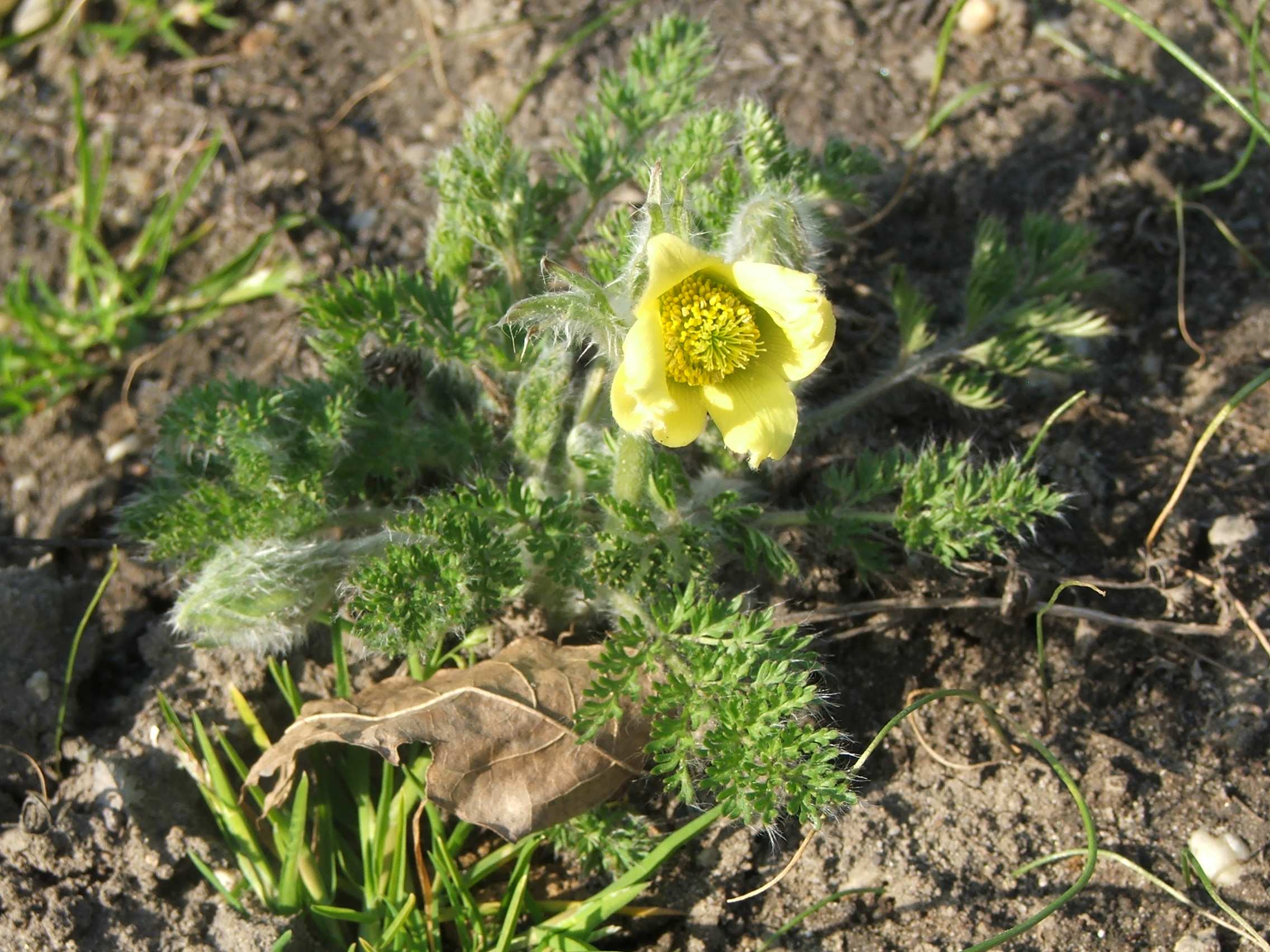
Kaukasische Kuhschelle (Pulsatilla albana)

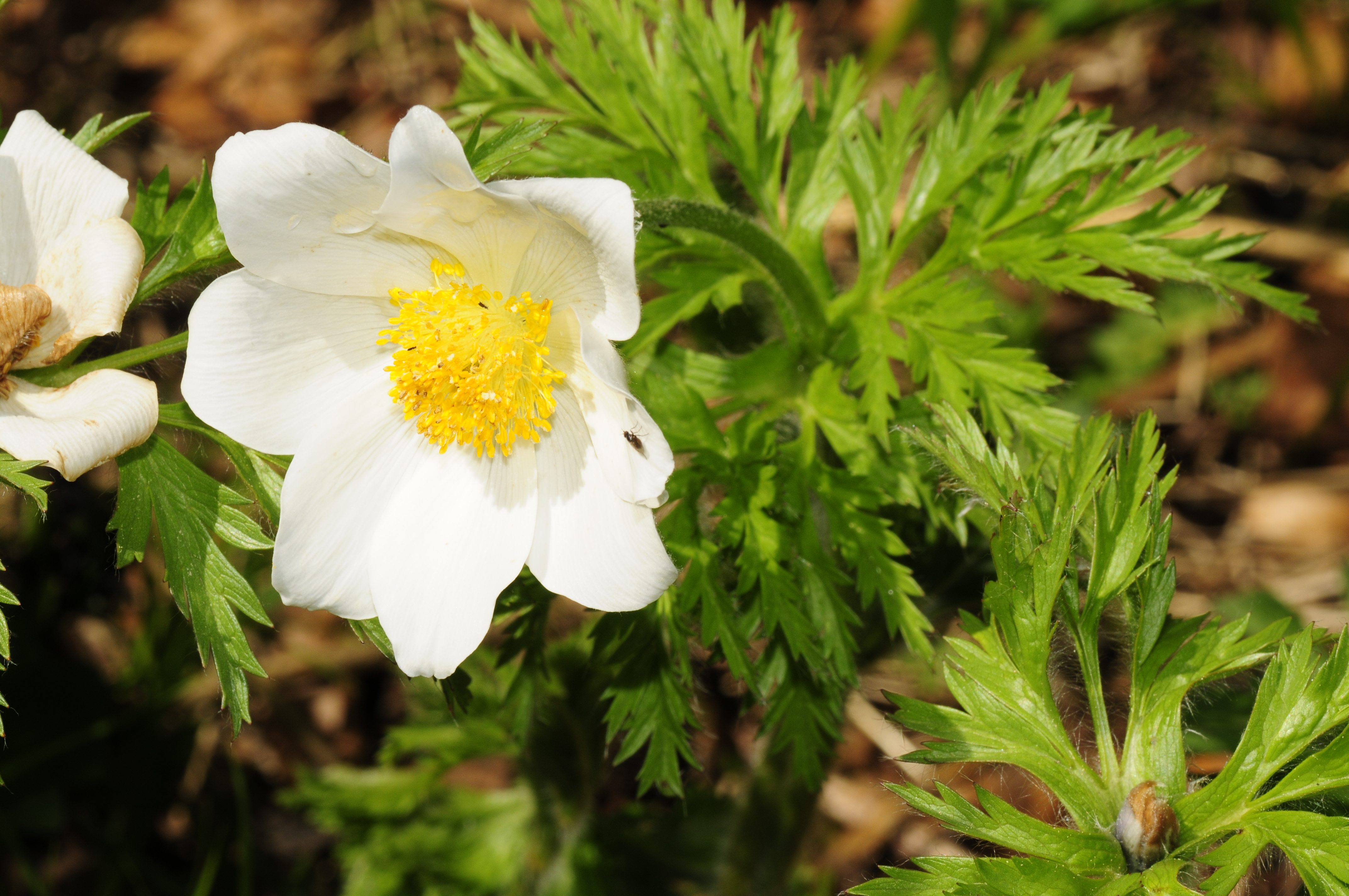
Alpen-Kuhschelle (Pulsatilla alpina subsp. alpina)

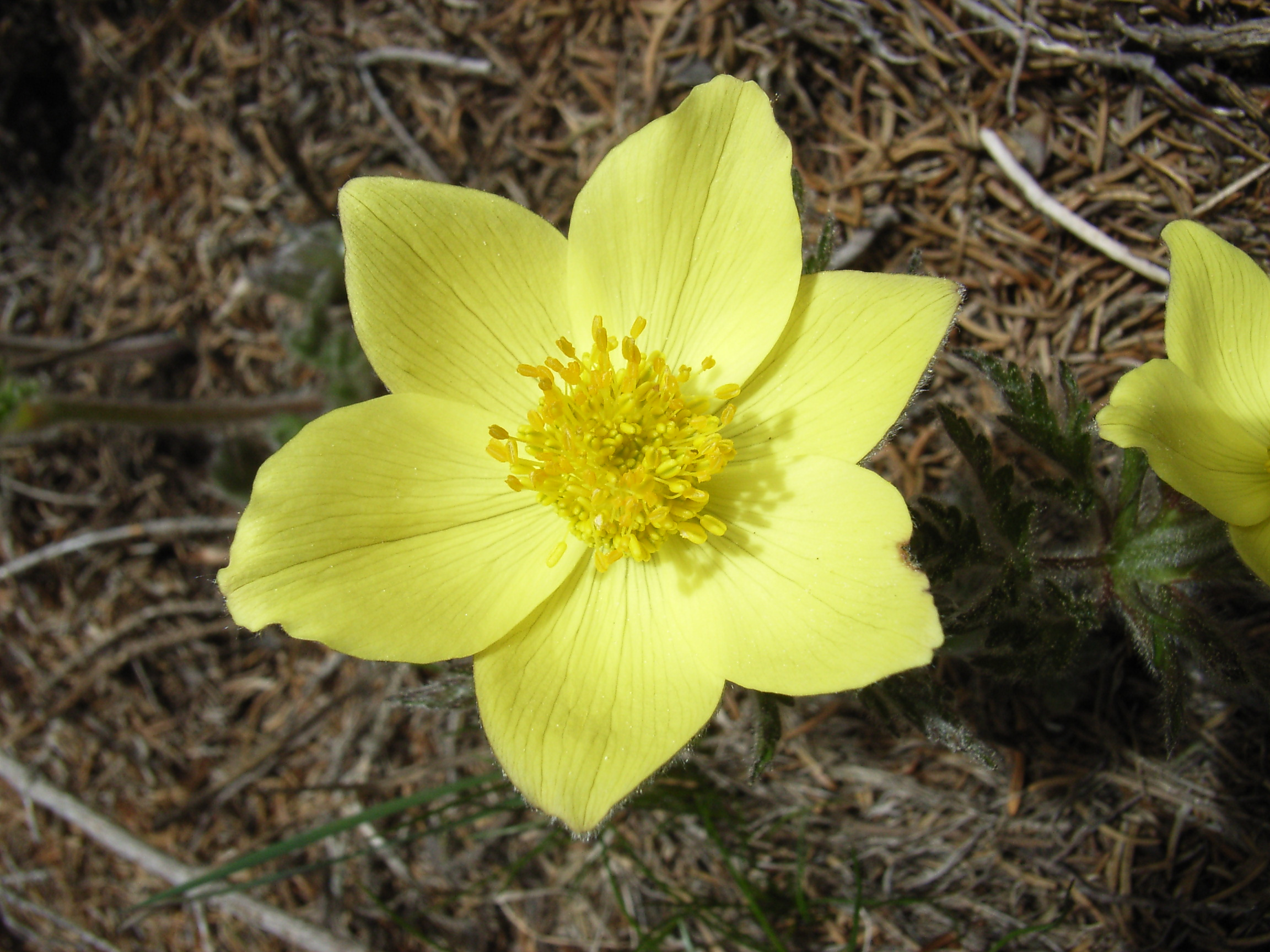
Gelbe Alpen-Kuhschelle (Pulsatilla alpina subsp. apiifolia)

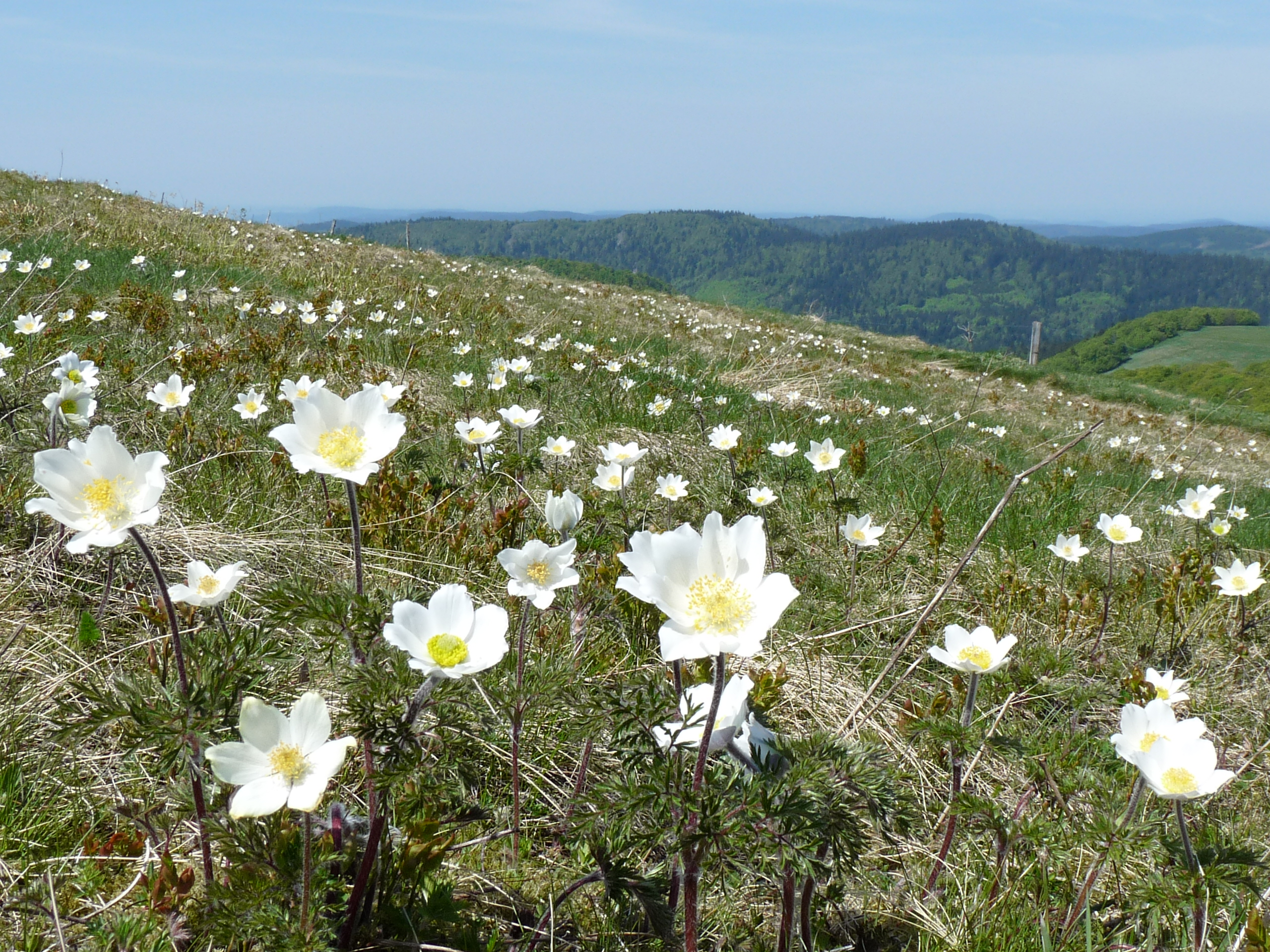
Brockenanemone (Pulsatilla alba)

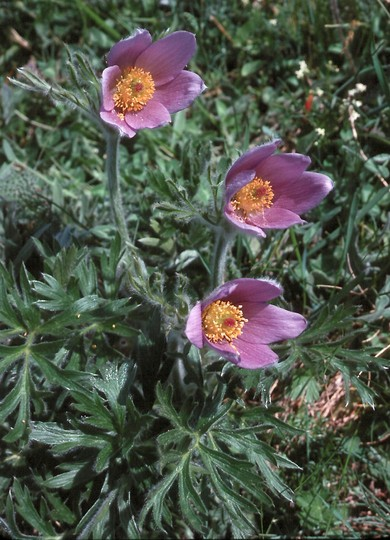
Hallers Kuhschelle (Pulsatilla halleri)

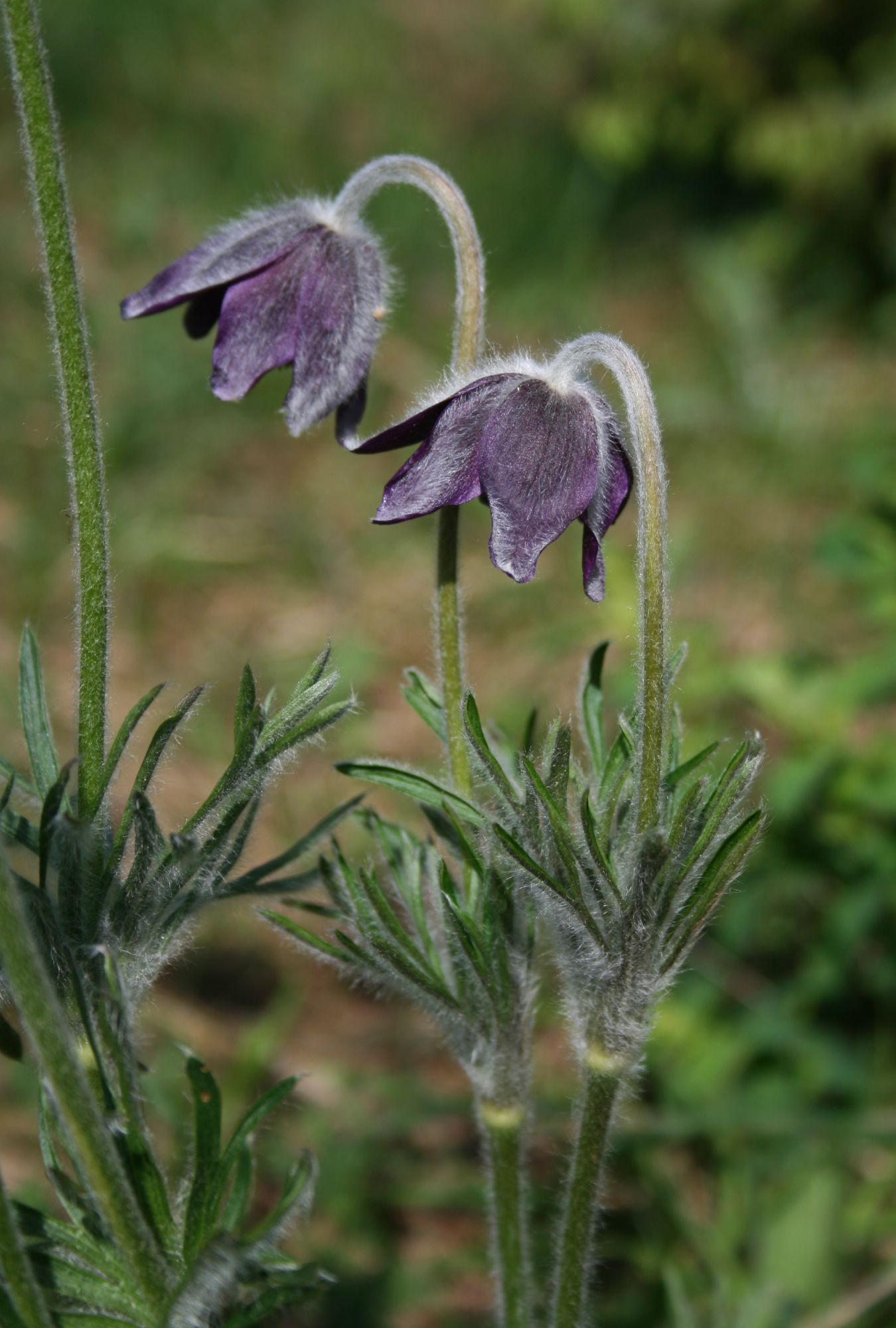
Berg-Kuhschelle (Pulsatilla montana)

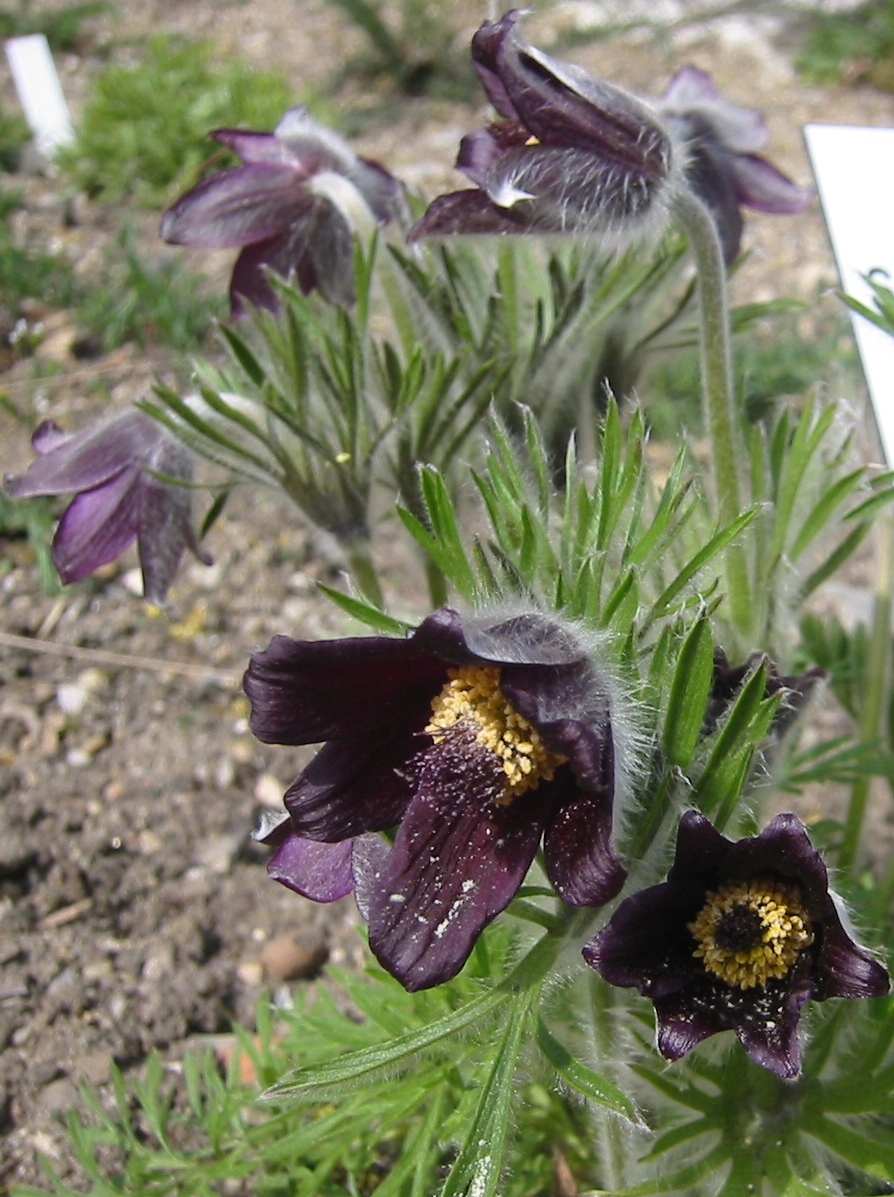
Schwarze Kuhschelle (Pulsatilla nigricans)

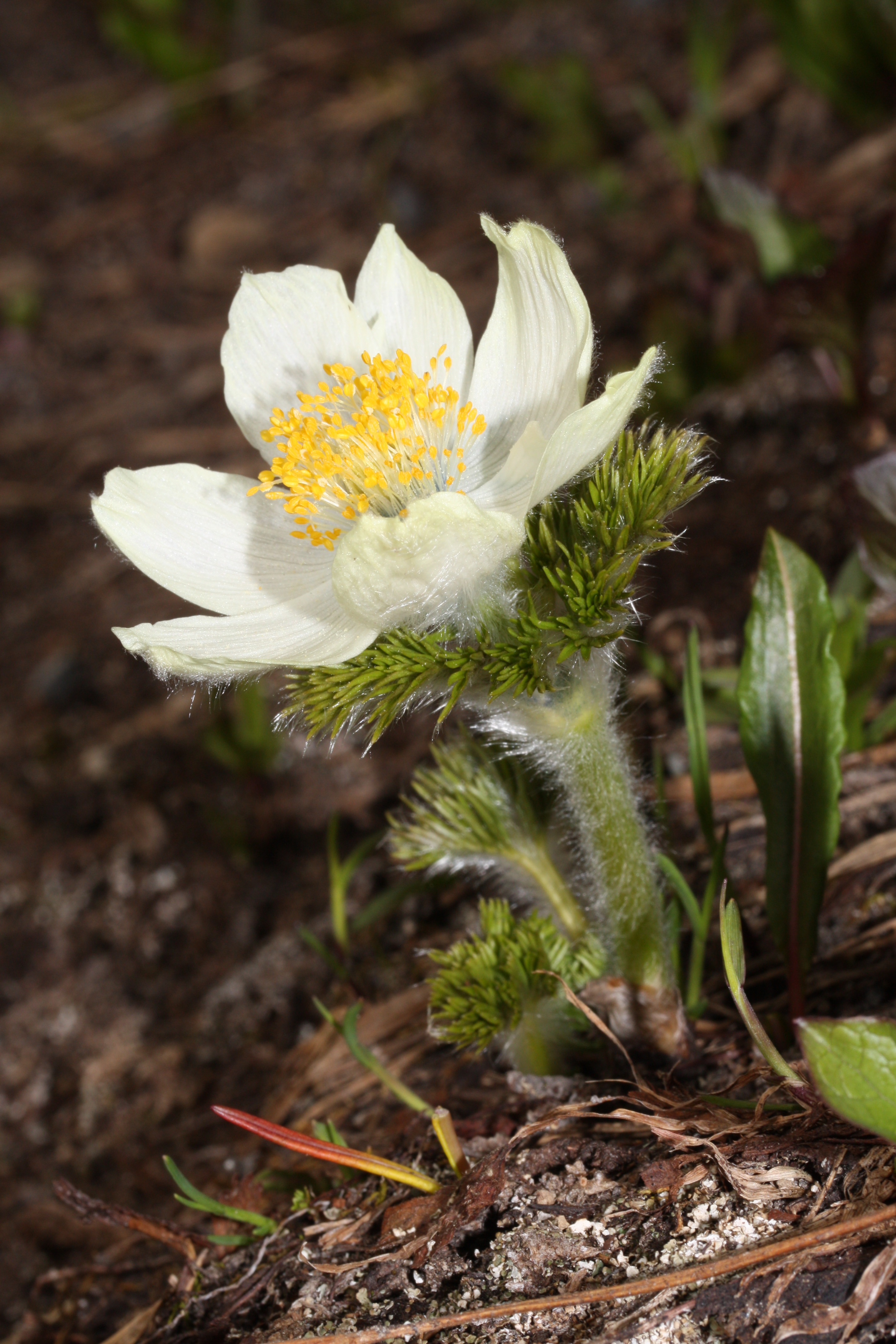
Pulsatilla occidentalis

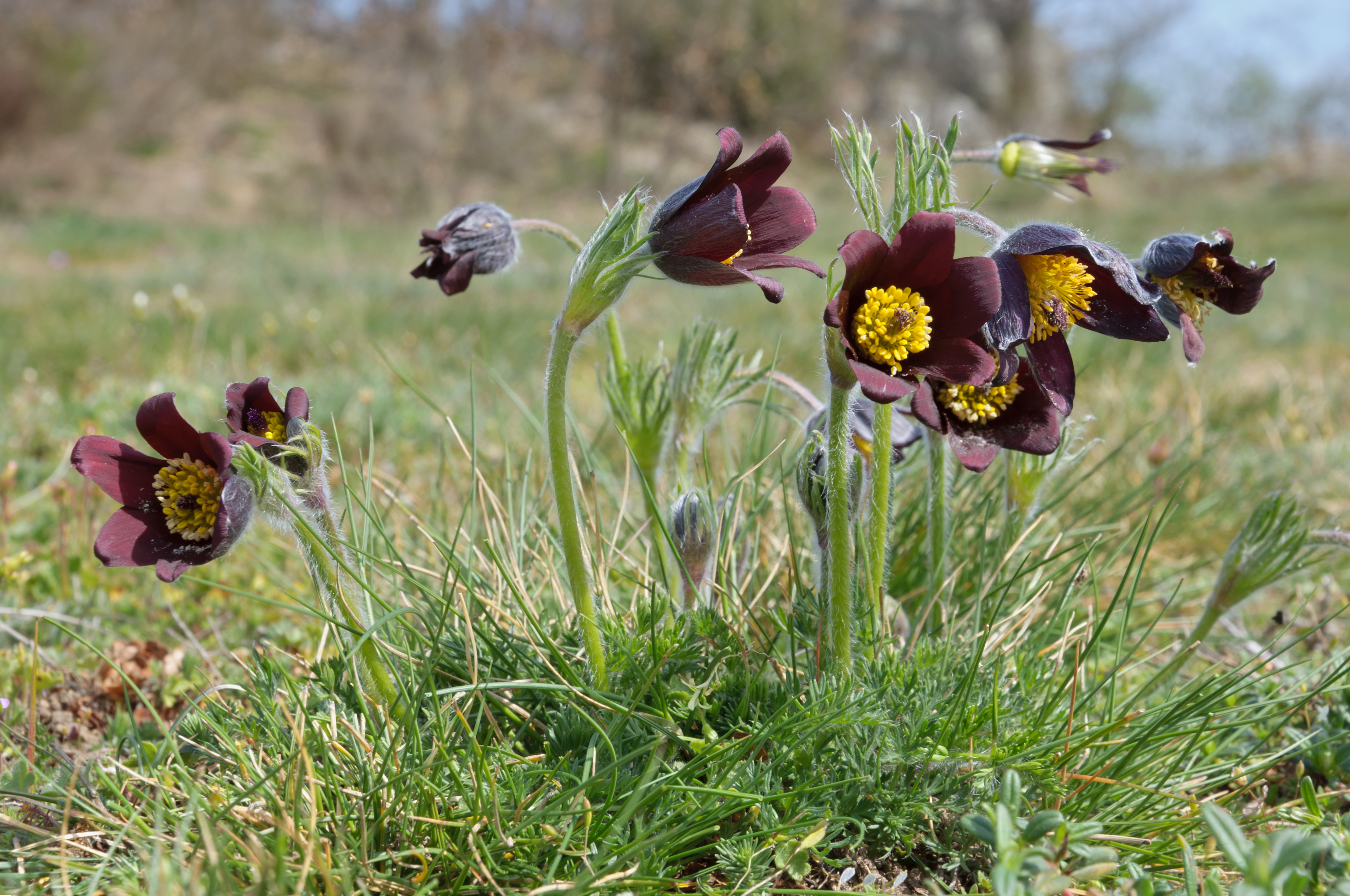
Rote Kuhschelle (Pulsatilla rubra)

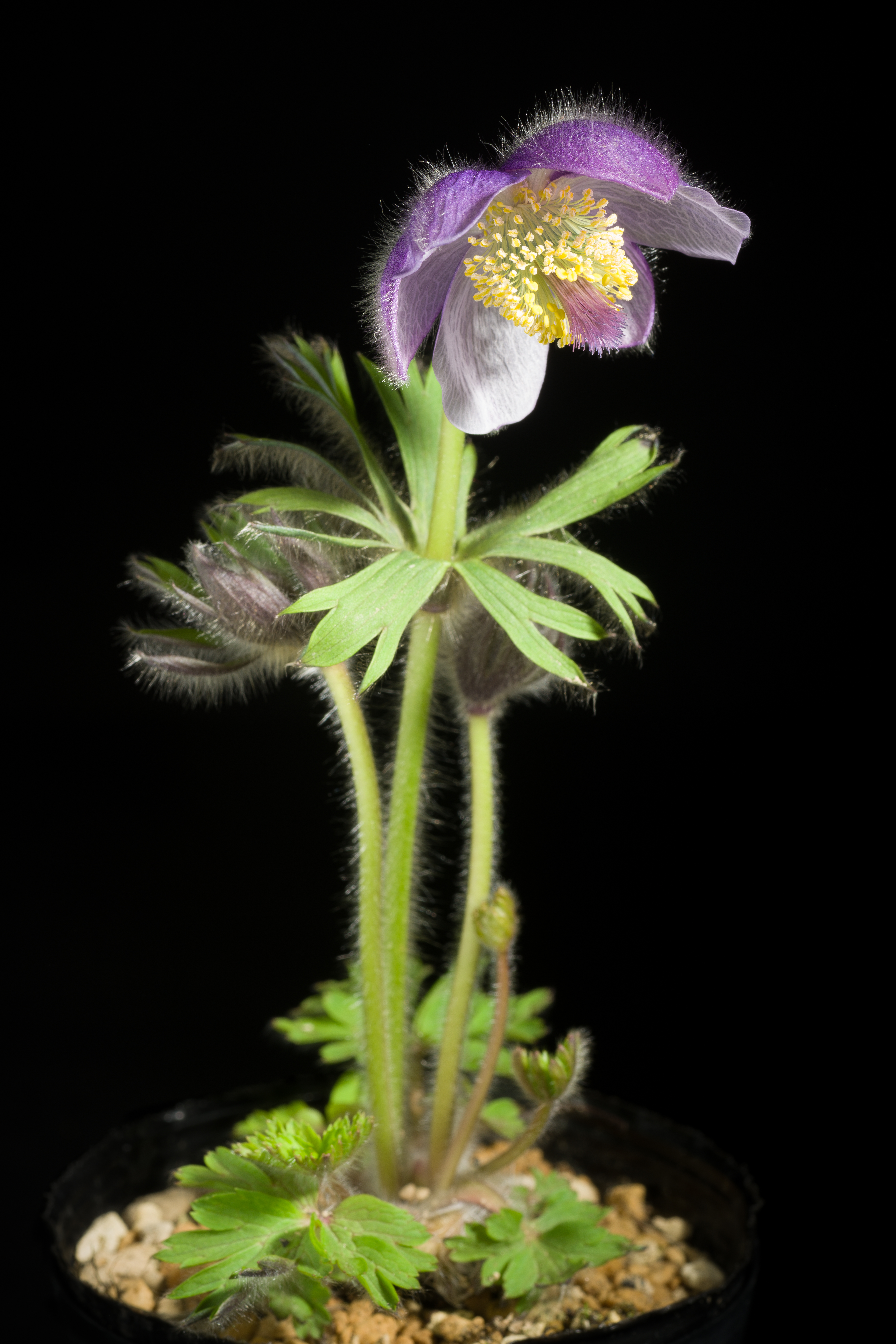
Pulsatilla tatewakii

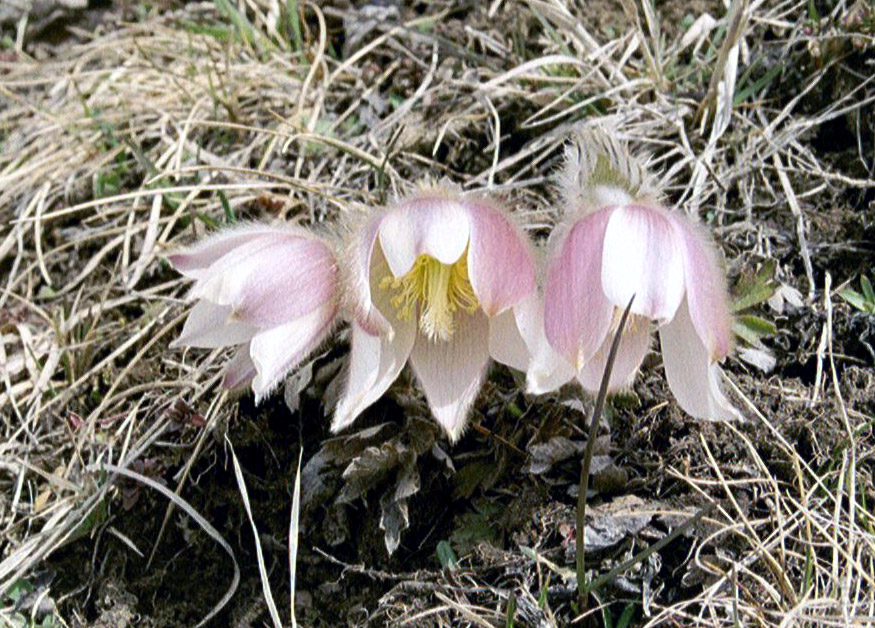
Frühlings-Kuhschelle (Pulsatilla vernalis)

Die Gattung Pulsatilla wurde 1754 durch Philip Miller in The Gardeners Dictionary. Abridged, fourth edition, Rivington, London. Volume 3 aufgestellt. Typusart ist Anemone pulsatilla L. Der botanische Gattungsname Pulsatilla leitet sich vom lateinischen Wort pulsare für "läuten, schlagen" ab und bezieht sich auf die glockenförmigen Blüten vieler Arten.
Die Gattung Pulsatilla gehört zur Tribus Anemoneae in der Unterfamilie Ranunculoideae innerhalb der Familie Ranunculaceae. Innerhalb der Tribus Anemoneae bilden die Gattungen Pulsatilla, Anemone s. str., Barneoudia, Knowltonia sowie Oreithales eine Klade.
Die etwa 40 Arten gedeihen auf der Nordhalbkugel in den nördlich-gemäßigten, subarktischen und montanen Gebieten. In Europa kommen neun Arten und in Nordamerika kommen nur zwei Arten vor. Die meisten, 29, Arten kommen in Asien vor. In China gibt es elf Arten, eine davon nur dort. Die meisten Arten gedeihen in Graslandhabitaten.
Der Umfang der Gattungen in der Tribus Anemoneae wird kontrovers diskutiert. Synonyme für Pulsatilla Mill. im Rang einer Gattung Pulsatilla sind: Anemone sect. Pulsatilla (Mill.) DC., Anemone sect. Pulsatilla (Mill.) Le Maout & Decne. comb. superfl., Anemone subg. Pulsatilla (Mill.) Thomé. Genetische Untersuchungen haben gezeigt, dass die Arten der Gattung Pulsatilla eigentlich der Gattung Windröschen (Anemone), bei denen sie ursprünglich durch Carl von Linné beschrieben wurden, zugerechnet werden könnten. Beispielsweise erfolgte 2015 ein nomenklatorischer Transfer der chinesischen Pulsatilla-Arten zur Gattung Anemone.
Nach Sramkóa et al. 2019 wurden molekularphylogenetische Untersuchungen durchgeführt mit dem Ergebnis einer angepassten Systematik sowie der rDNA-Evolution. Dabei wurde die Trennung der Gattungen Anemone s. str. und Pulsatilla bestätigt. Die Gattungen Anemone s. str. und Pulsatilla trennten sich vor etwa 25 Millionen Jahren.
Nach Sramkóa et al. 2019 wird die Gattung Pulsatilla in drei Untergattungen gegliedert und enthält etwa 40 Arten. Die Untergattung Kostyczewianae enthält nur eine Art, die sich morphologisch zwischen Anemone s. str. und Pulsatilla ausgeprägt ist. Die Untergattung Pulsatilla ist artenreicher als ihre Schwester, Untergattung Preonanthus.
Die Gattung Pulsatilla Mill. wird nach Sramkóa et al. 2019 wie folgt gegliedert:
- Untergattung Kostyczewianae (Aichele & Schweg.) Grey-Wilson:[1]
  - Sie ist monotypisch:
    - Sie enthält nur eine Art:
      - Pulsatilla kostyczewii (Korosh.) Juz.: Sie kommt in Zentralasien in Kirgisistan, Tadschikistan sowie im westlichen Xinjiang vor.[4]
- Untergattung Preonanthus (DC.) Juz.:
  - Sektion Preonanthus (DC.) Spach:[1]
    - Sie wird nicht in Serien gegliedert:
      - Alpen-Kuhschelle (Pulsatilla alpina Schrank): Sie enthält nach Sramkóa et al. 2019 keine Subtaxa mehr,[1] bei manchen Autoren auch zwei oder drei Unterarten:
        - Alpen-Kuhschelle (Pulsatilla alpina Schrank subsp. alpina): Sie gedeiht in europäischen Gebirgen und im Kaukasus.
        - Gelbe Alpen-Kuhschelle (Pulsatilla alpina subsp. apiifolia Nyman, Syn.: Pulsatilla alpina subsp. sulphurea (DC.) Zämelis, Pulsatilla apiifolia (Scop.) Schult., Pulsatilla burseriana (Scop.) Rchb.): Sie gedeiht in europäischen Gebirgen.

      - Kleine Alpen-Kuhschelle oder Brockenanemone (Pulsatilla alba Rchb., Syn.: Pulsatilla alpina subsp. austriaca Aichele & Schwegler, Pulsatilla alpina subsp. alba (Rchb.) Zämelis & Paegle): Sie gedeiht in europäischen Gebirgen.
      - Goldgelbe Kuhschelle (Pulsatilla aurea (N.Busch) Juz.): Sie gedeiht auf Matten, in Schneetälchen und Rhododendron-Gebüschen im Kaukasusraum.[7]
      - Pulsatilla magadanensis Khokhryakov & Vorosch.
      - Pulsatilla scherfelii (Ullep.) Skalický

    - Sektion Preonanthopsis Zämelis & Paegle:[1]
      - Sie wird nicht in Serien gegliedert:
        - Pulsatilla nipponica (Takeda) Ohwi
        - Pulsatilla occidentalis Freyn: Sie kommt in British Columbia, Alberta, Washington, Oregon, Idaho, Montana und Kalifornien vor.
        - Pulsatilla sachalinensis Hara
        - Pulsatilla taraoi (Makino) Takeda ex Zämelis & Paegle
- Untergattung Pulsatilla:[1]
  - Sektion Tatewakianae Tamura:[1]
    - Sie wird nicht in Serien gegliedert:
      - Pulsatilla ajanensis Regel & Tiling
      - Pulsatilla tatewakii Kudô (Syn.: Pulsatilla sugawarai Miyabe & Tatew.)

  - Sektion Pulsatilla:[1]
    - Serie Patentes (Aichele & Schweg.) Juz. ex. Tamura:[1]
      - Pulsatilla integrifolia (Miyabe & Tatew.) Vorosch.
      - Finger-Kuhschelle (Pulsatilla patens (L.) Mill.): Es gibt etwa drei Unterarten:
        - Gelbliche Finger-Kuhschelle (Pulsatilla patens subsp. flavescens (Zucc.) Zämelis, Syn.: Pulsatilla flavescens (Zucc.) Juz.): Sie gedeiht in Birken-, Lärchen- und Kiefernwäldern, auf Wiesen und in Flusstälern in Osteuropa, Sibirien und in der Mongolei und im nördlichen Xinjiang.[4]
        - Pulsatilla patens subsp. multifida (E.Pritz.) Zämelis: Sie ist in Nordamerika, in Nordeuropa, Russland, in der Mongolei, im nördlichen Teil der Inneren Mongolei, in Heilongjiang und im nördlichen Xinjiang verbreitet.[4]
        - Pulsatilla patens subsp. nuttalliana (DC.) Grey-Wilson
        - Pulsatilla patens (L.) Mill. subsp. patens

      - Frühlings-Kuhschelle (Pulsatilla vernalis Mill.): Sie gedeiht auf Magerrasen und in Kiefernwäldern in Höhenlagen von 200 bis 3100 Metern in Europa.

    - Serie Pulsatilla:[1]
      - Große Kuhschelle (Pulsatilla grandis L., Syn.: Pulsatilla vulgaris subsp. grandis (Wender.) Zämelis): Sie gedeiht Trockenrasen in Höhenlagen von 200 bis 1800 Metern im subkontinentalen Europa.
      - Hallers Kuhschelle (Pulsatilla halleri Willd., Syn.: Pulsatilla polyscapa (Beauverd) Beauverd): Je nach Autor gibt es einige Unterarten:
        - Pulsatilla halleri (All.) Willd. subsp. halleri: Sie kommt in den Alpen von Frankreich, Italien und der Schweiz vor.
        - Slawische Kuhschelle (Pulsatilla halleri subsp. slavica (Reuss) Zämelis, Syn.: Pulsatilla slavica G.Reuss): Sie gedeiht in Grasfluren und Kiefernwäldern in Höhenlagen von 250 bis 1750 Metern der Westkarpaten.
        - Steirische Kuhschelle[8] (Pulsatilla halleri subsp. styriaca (Pritz.) Simonk., Syn.: Pulsatilla styriaca (Pritz.) Simonk.): Dieser Endemit gedeiht in submontanen bis montanen Felsrasen und Kiefernwäldern der Ostalpen nur in der Steiermark.

      - Rote Kuhschelle (Pulsatilla rubra (Lam.) Delarbre): Sie kommt nur in Frankreich und Spanien vor.
      - Gewöhnliche Kuhschelle[8] (Pulsatilla vulgaris Mill., Syn.: Pulsatilla donetzica Kotov, Pulsatilla oenipontana Dalla Torre & Sarnth., Pulsatilla ucrainica (Ugr.) Wissjul., inklusive cultivar. ‘coccinea’, cultivar. ‘rubra’): Sie gedeiht in Trockenrasen und Kiefernwäldern in Höhenlagen bis zu 1000 Metern in Europa.

  - Sektion Semicampanaria Zämelis & Paegle:[1]
    - Serie Pratenses (Aichele & Schweg.) Juz. ex Tamura:[1]
      - Berg-Kuhschelle (Pulsatilla montana Rchb.): Sie gedeiht in kollinen bis subalpinen Trockenwiesen der Südalpen, der Balkanhalbinsel und der Krim.
      - Wiesen-Kuhschelle (Pulsatilla pratensis (L.) Mill.):
        - Pulsatilla pratensis subsp. bohemica Skalicky
        - Pulsatilla pratensis subsp. hungarica Soó
        - Schwarze Kuhschelle (Pulsatilla pratensis subsp. nigricans (Störck) Zämelis, Syn.: Pulsatilla nigricans Störck, Syn.: Pulsatilla pratensis subsp. nigricans (Störck) Zämelis): Sie kommt in Europa vor.
        - Pulsatilla pratensis (L.) Mill. subsp. pratensis: Sie gedeiht in Sandrasen und Trockenrasen und Kiefernwäldern besonders der Ebene und bis zur Bergstufe im gemäßigten subkontinentalen Europa.

      - Pulsatilla turczaninovii Krylov & Serg.: Sie ist in Sibirien, in Russlands Fernem Osten, in der östlichen Mongolei in der Inneren Mongolei und in den chinesischen Provinzen nördliches Hebei, westliches Heilongjiang, westliches Jilin, westliches Liaoning, Ningxia, nördliches Xinjiang verbreitet.[4]

    - Serie Semicampanaria Grey-Wilson:[1]
      - Pulsatilla cernua (Thunb.) Bercht. & J.Presl (Syn.: Pulsatilla koreana (Y.Yabe ex Nakai) T.Mori, Pulsatilla nivalis Nakai)
      - Pulsatilla chinensis (Bunge) Regel: Sie kommt in China, Korea und Russlands Fernem Osten vor.[4]
      - Pulsatilla dahurica (Fisch. ex DC.) Spreng.: Sie kommt in China, Korea und in Russland vor.[4]
      - Pulsatilla tongkangensis Y.N.Lee & T.C.Lee

    - Serie Albanae (Aichele & Schweg.) Juz. ex Tamura:[1]
      - Kaukasische Kuhschelle oder Gelbliche Kuhschelle (Pulsatilla albana Bercht. & J.Presl, Syn.: Pulsatilla andina (Rupr.) Grossh.[7]): Sie kommt in der Türkei, im Kaukasusraum, Transkaukasus und Iran vor.
      - Pulsatilla ambigua Turcz. ex Pritz: Sie kommt in Westsibirien, Zentralasien, in der Mongolei und in China vor.
      - Pulsatilla armena Rupr. (Syn.: Pulsatilla violacea Rupr.): Sie kommt von der nordöstlichen und östlichen Türkei bis Transkaukasien vor.[7]
      - Pulsatilla bungeana C.A.Mey. ex Ledeb.: Sie kommt in Westsibirien und in der Mongolei vor.
      - Pulsatilla campanella Fisch. ex Regel: Sie kommt in Westsibirien, Zentralasien und in der nördlichen Mongolei vor.
      - Pulsatilla georgica Rupr.: Sie kommt im Kaukasusraum vor.
      - Pulsatilla millefolium Ulbr.: Sie gedeiht in Wäldern, Gebüschen, an Straßenrändern, Hängen und an trockenen steinigen Standorten in Höhenlagen von 2200 bis 3300 Metern in den chinesischen Provinzen Sichuan sowie nordöstlichen Yunnan.[4]
      - Pulsatilla sukaczewii Juz.: Sie kommt im östlichen Sibirien, in der Mongolei in der Inneren Mongolei und in Heilongjiang vor.[4]
      - Pulsatilla tenuiloba (Hayek) Juz.: Sie kommt im westlichen Sibirien, in der Mongolei und in der Inneren Mongolei vor.[4]
      - Pulsatilla wallichiana Ulbr.